# Francisco Arrué
Francisco Esteban Arrué Pardo (Santiago de Chile, 19 de junho de 1975) é um futebolista profissional chileno, atua como meia, medalhista olímpico de bronze.
Francisco Arrué conquistou a a medalha de bronze em Sydney 2000.